# لي جيان
لي جيان (بالصينية: 李健) (19 سبتمبر 1985 في الصين - ) هو مدرب كرة قدم ولاعب كرة قدم صيني في مركز حراسة المرمى. شارك مع منتخب هونغ كونغ تحت 23 سنة لكرة القدم. أما مع النوادي، فقد لعب مع غوانغجو إفرغراند تاوباو ونادي كيتشي وهونغ كونغ بيغاسوس ‏ وهونغ كونغ رينجرز وHong Kong 08 ‏.

## وصلات خارجية
- لي جيان على موقع قاعدة بيانات كرة القدم.إي يو (الإنجليزية)